# Cratere Perrine
Perrine è un cratere lunare di 87,41 km situato nella parte nord-orientale della faccia nascosta della Luna.